# Čepelatka prstnatá
Čepelatka prstnatá (Laminaria digitata) je druh chaluhy vyskytující se na pobřeží severního Atlantského oceánu od Grónska a Špicberků na severu po Massachusetts a Francii na jihu, areál jejího rozšíření zahrnuje také Baltské moře. Na Britských ostrovech je známá jako oarweed a v Bretani jako tali moan. Od čáry přílivu do hloubky okolo čtyřiceti metrů vytváří husté porosty, které jsou útočištěm mnoha drobných mořských živočichů.

## Popis
Má kožovitou strukturu, hladký povrch a tmavě hnědé zbarvení způsobené fukoxanthinem. Rozšířená spodní část je rhizoidy přichycena ke skalnatému podkladu. Z tohoto základu od jara do podzimu prstovitě vyrůstají zploštělé šlahouny, dosahující délky okolo dvou metrů. Čepelatka prstnatá vyžaduje teplotu do 17 °C, dožívá se až pěti let. Rozmnožuje se pomocí gametofytů. Živí se jí ježovky a přilbatka páskovaná.

## Využití
V letních měsících se sklízí ke komerčním účelům: využívá se k výrobě alginátových vláken, dříve byla masově využívána také k získávání jódu a uhličitanu draselného, zejména pro užití v kosmetickém, sklářském i potravinářském průmyslu, zejména v Irsku a Skotsku. V Irsku je dnes volně sklízena na pobřeží (například na ostrově Rathlin), pojídána jako pochutina nebo zpracována jako přísada do potravin (nazývá se zde kelp). V minulosti byla čepelatka v lidové medicíně používána také jako abortivum.

## Galerie

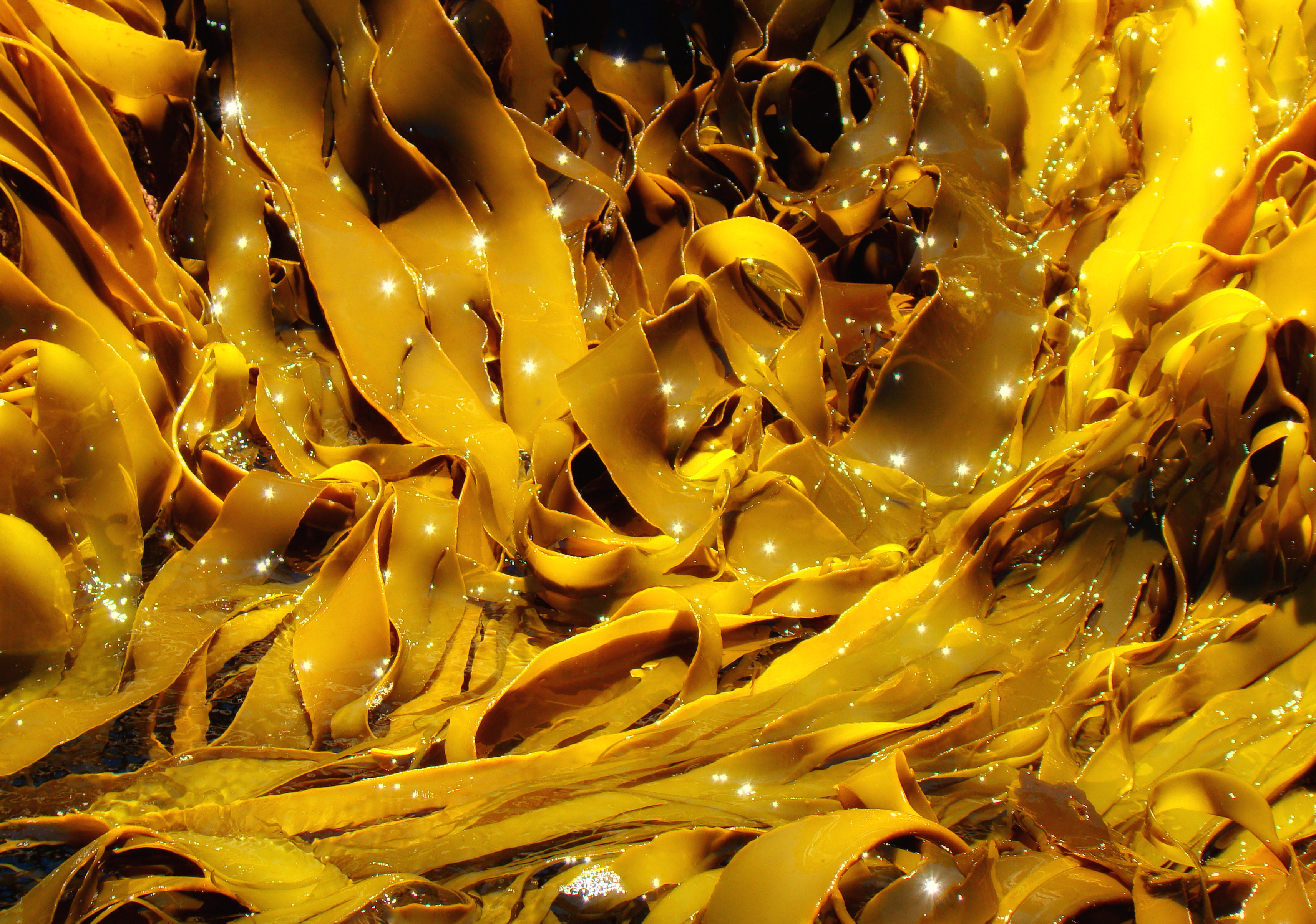
Kelp
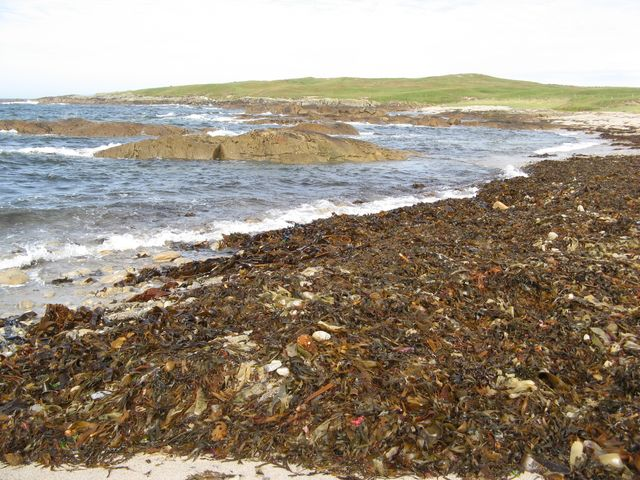
rodiny řas na pobřeží
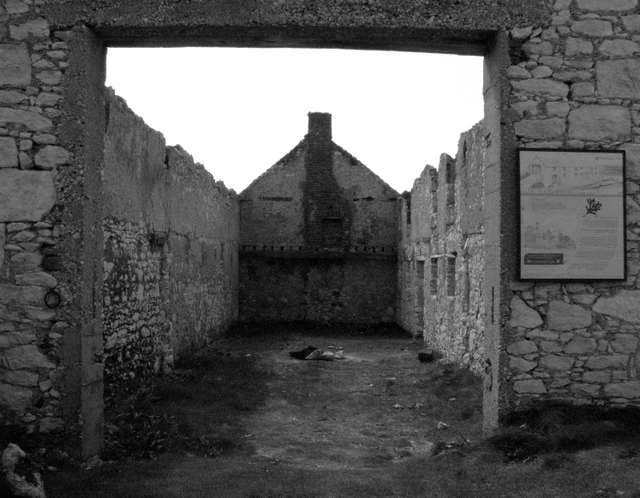
Bývalý sklad řas na ostrově Rathlin
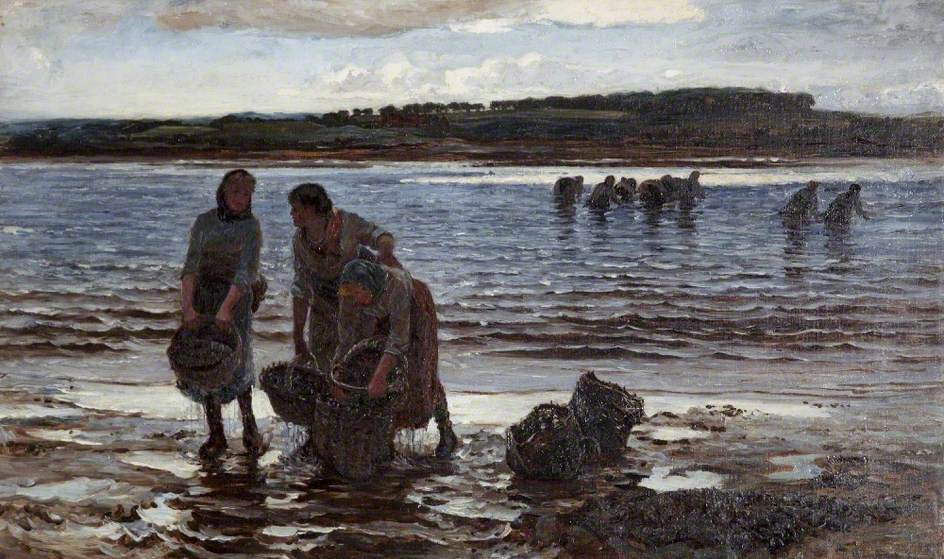
Sběrači řas, obraz od Colina Huntera
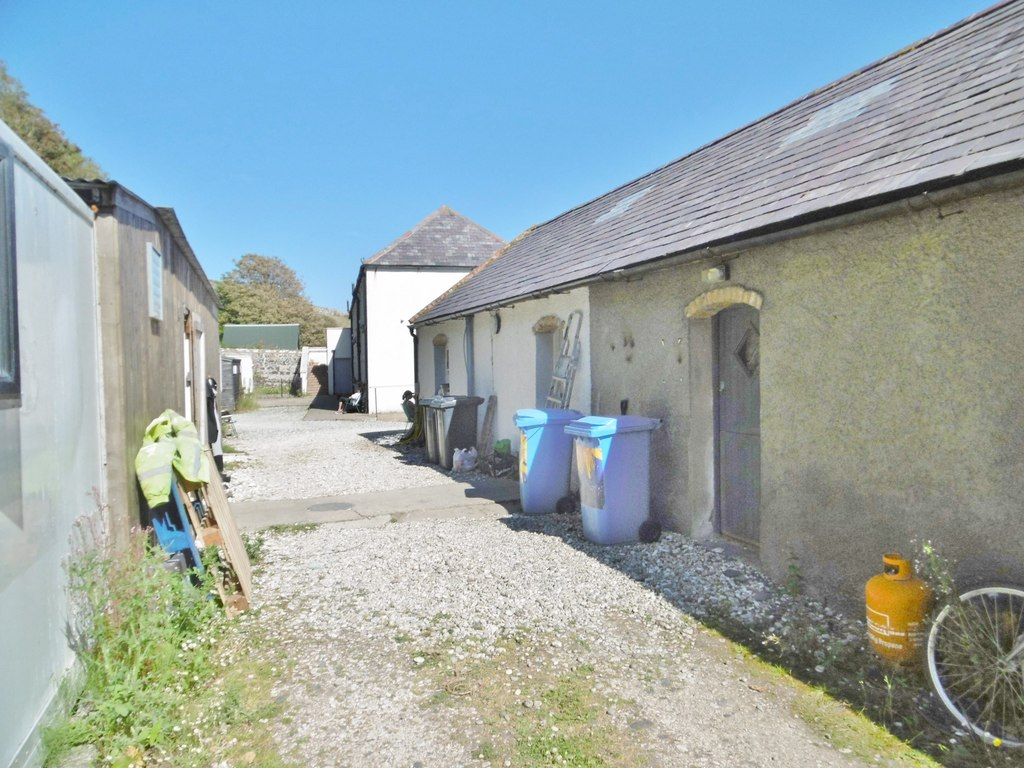
Zpracování řas na ostrově Rathlin
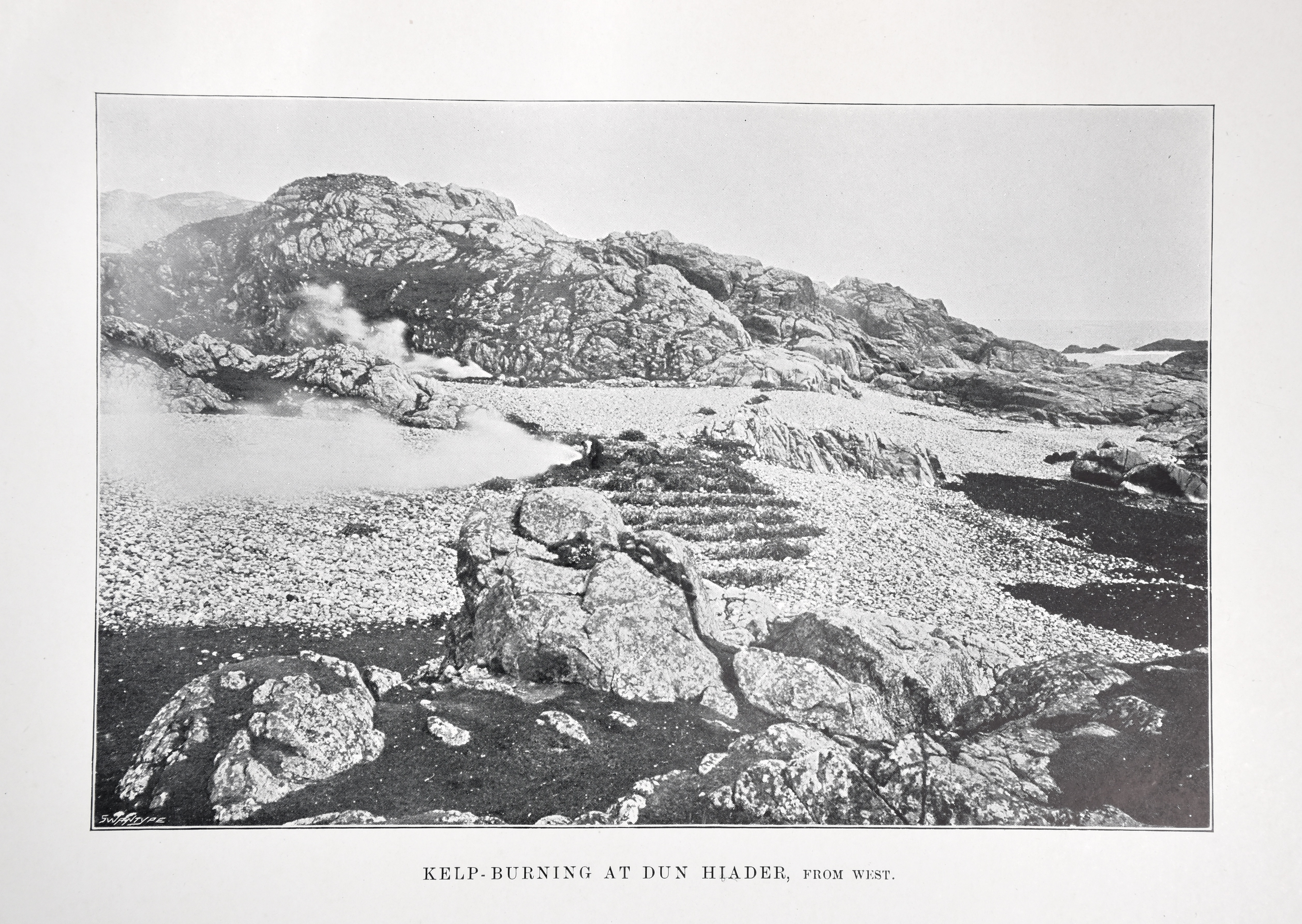
Zpracování pro výrobu jódu a uhličitanu draselného